# Per Ledin (ishockeyspelare)
Pehr Gunnar Ledin, mest känd som bara Per Ledin, född 14 september 1978 i Luleå, är en svensk professionell ishockeyspelare (forward) som avslutade sin karriär i Malmö Redhawks våren 2019.
Per Ledin är uppvuxen på Bergnäset vid Luleå. PER bor på Bergnäset med sin familj. Han har 2 hockeyspelande barn som han hoppas  ska nå framgång. Han tränar själv hårt för ev " comeback " plus att han tränar ungdomar i Sunderby SK. PER stora intresse är hockey och träning som han ängar sin tid till. 
Per är en snäll person utanför isen.vilket han inte alla gånger var på isen.

## Spelarkarriär
Per Ledins moderklubb är Bergnäsets AIK, vars hockeysektion numera heter Brooklyn Tigers HC.
I Svenska hockeyligan har Ledin spelat med IF Björklöven, Luleå HF, Färjestads BK, HV71 och Karlskrona HK. 
Under säsongerna 2005/2006 och 2006/2007 kallades Ledin tillsammans med Färjestadskollegan Emil Kåberg (också född 1978) för "Bruise Brothers" ("Bröderna Blåmärke") för sitt tuffa spel. Under säsongen 2006/2007 fick Ledin hela 148 utvisningsminuter. 
Ledin väckte uppmärksamhet när han under slutspelet 2005/2006 blev polisanmäld för hets mot folkgrupp, sedan han kritiserat en matchfunktionär med orden "Hörru din tjocka jävla tattare" i samband med ett bortdömt mål. Anmälningen lades dock ner. Under samma slutspel kallade han även Frölunda HC-målvakten Tommy Salo för "tjockis" och hotade med att sänka honom i en TV-intervju med TV4. I intervjun myntade han också det numera klassiska uttrycket "snart är råttet mågat", en felsägning av ordspråket "nu är måttet rågat".  Frölunda-fansen svarade med att bua åt Ledin i Frölundas efterföljande hemmamatch i finalserien så fort Ledin hade pucken.
Under slutspelet 2005/2006 skanderade Frölundas fans ramsan "Kåbergs flickvän heter Per Ledin". När Färjestad bärgat SM-guldet firades detta genom att Ledin och Kåberg fotograferades på Aftonbladets traditionella guldbild, med armarna om varandra.. Detta gav mycket positiva reaktioner och bilden gav energi åt diskussionen om acceptans av homosexualitet inom idrotten. Ledin var nöjd med detta och kommenterade i Aftonbladet att "Det är bra om vi kan hjälpa till."
I juni 2006 skrev han kontrakt med NHL-laget Columbus Blue Jackets men kontraktet avvisades av NHL med hänvisning till formella fel, och han stannade en säsong till i Färjestad. I början av april 2007 skrev han ett treårskontrakt med Jönköpingsklubben HV71 efter att Färjestad valt att inte förlänga hans kontrakt.
Efter att ha vunnit SM-guld med HV71 säsongen 2007/2008, skrev Ledin under juni/juli ett ettårskontrakt med NHL-klubben Colorado Avalanche. Han började säsongen 2008/2009 med spel i Colorados farmarlag Lake Erie Monsters i AHL. I slutet av säsongen blev han uppkallad till Colorado Avalanche och spelade sin första NHL-match. Det blev endast 3 matcher för honom totalt i NHL. I AHL däremot spelade han 58 matcher. 
Efter en säsong i NHL valde Ledin att återvända till Elitserien igen. Han skrev efter mycket om och men ett sexårskontrakt den 28 april 2009 med HV71. Efter fyra säsonger bröt Ledin sitt kontrakt med HV71 och skrev sedan ett tvåårskontrakt med Luleå HF.
Han spelade sedermera i Österrike och Schweiz innan han återvände till Sverige och spelade för Karlskrona, Luleå, Brooklyn Tigers City (Luleå) , Boden och avslutade karriären som förstärkning till Malmö Redhawks, som spelade i SHL, under vårsäsongen 2019. Han utbildade sig till tränare i slutet av karriären.

## Meriter som ishockeyspelare
- SM-guld med Färjestads BK 2006
- SM-guld med HV71 2008 och 2010
- SM-silver med HV71 2009
- CHL-mästare med Luleå HF 2015
- EBEL-mästare med EC Red Bull Salzburg 2016

## Klubbar
- IF Björklöven 1997/98-1999/2000
- Baton Rouge Kingfish 2000/01
- Luleå HF 2000/01-2004/05, 2013/14-2014/15, 2017/18
- Färjestads BK 2005/06-2006/07
- HV71 2007/2008, 2009/10-2012/13
- Colorado Avalanche 2008/09
  -  Lake Erie Monsters 2008/09
- EC Red Bull Salzburg 2015/16
- HC Lausanne 2016/17
  -  HC Davos (lån) 2016/17
  -  HC Red Ice (lån) 2016/17
- Karlskrona HK 2017/18
- Brooklyn Tigers HC 2018
- Bodens HF 2018
- Malmö Redhawks vårsäsongen 2019